# Antonio Prete

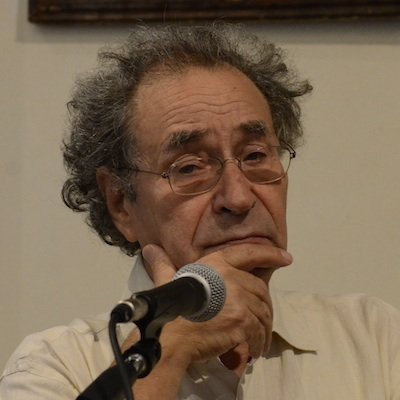

Antonio Prete (Copertino, Italia, 1939) es un crítico literario, profesor y escritor italiano.

## Biografía
Nacido en Salento, con el cual mantiene un fuerte vínculo y donde vivió hasta la consecución de los estudios clásicos, Antonio Prete se ha licenciado en letras y se ha especializado en filología italiana en la Universidad Católica de Milán.
Después de varios años de enseñanza en la escuela secundaria, entró en la Universidad de Siena, donde enseña Literatura Comparada. Ha sido "profesor visitante" en la Universidad de París III, París VIII, Montpellier, Canterbury, Salamanca, Universidad de Brown, Yale y en otros lugares.
Ha colaborado con revistas literarias y filosóficas como "Aevum" y "Per la critica".
Entre sus campos de interés, Giacomo Leopardi, Baudelaire y Edmond Jabes, en el que se le considera un especialista.

## Obra
- La distanza da Croce, Celuc, Milano 1970
- Il realismo di De Sanctis, Cappelli, Bologna 1971
- Critica e autocritica. Metodi letterari e pratica sociale, Celuc, Milano 1971
- Il pensiero poetante. Saggio su Leopardi, Feltrinelli, Milano 1980; 19962; 20063
- Chirografie. Variazioni per Mallarmé, Barbablù, Siena 1984 (cuentos)
- Edmond Jabès, Canzoni per il pasto dell'orco, Barbablù, Siena 1985
- Il demone dell'analogia. Da Leopardi a Valéry: studi di poetica, Feltrinelli, Milano 1986
- Dialogo su Leopardi. Natura, poesia, filosofia, Bruno Mondadori, Milano 1986 (con Salvatore Natoli)
- Le saracinesche di Harlem, L'Obliquo, Brescia 1989 (cuentos)
- Prosodia della natura. Frammenti di una Fisica poetica, Feltrinelli, Milano 1993
- L'ospitalità della lingua. Baudelaire e altri poeti, Pietro Manni, Lecce 1997
- Finitudine e Infinito. Su Leopardi, Feltrinelli, Milano 1998
- L'imperfezione della luna, Feltrinelli, Milano 2000 (cuentos)
- Sottovento. Critica e scrittura, Pietro Manni, Lecce 2001
- Trenta gradi all’ombra, Nottetempo, Roma 2004 (cuentos)
- Della poesia per frammenti. Prose scelte, Anterem, Verona 2006 (Premio de poesía Lorenzo Montano)
- Menhir, Donzelli, Roma 2007 (poesía)
- I fiori di Baudelaire. L’infinito nelle strade, Donzelli, Roma 2007
- Trattato della lontananza, Bollati Boringhieri, Torino 2008
- L'ordine animale delle cose, Nottetempo, Roma 2008 (cuentos)
- Un anno a Soyumba, Pietro Manni, Lecce 2008 (cuentos)
- All’ombra dell’altra lingua. Per una poetica della traduzione, Bollati Boringhieri, Torino 2011

## Obras traducidas al español
- Tratado de la lejanía. Editorial Pre-Textos. 2010.

- Datos: Q3620070
- Multimedia: Antonio Prete / Q3620070